# Anderl Molterer
Anderl Molterer, född 8 oktober 1931 i Kitzbühel, Tyrolen, död 24 oktober 2023 på samma plats, var en österrikisk alpin skidåkare.
Molterer blev olympisk silvermedaljör i storslalom vid vinterspelen 1956 i Cortina d'Ampezzo.